# Ficedula rufigula
Ficedula rufigula là một loài chim trong họ Muscicapidae.